# Unité urbaine de Longué-Jumelles
L'unité urbaine de Longué-Jumelles est une unité urbaine française centrée sur la commune de Longué-Jumelles, située dans le département de Maine-et-Loire et la région Pays de la Loire.

## Données générales
En 2010, selon l'INSEE, l'unité urbaine de Longué-Jumelles est composée de deux communes, située dans le département de Maine-et-Loire, plus précisément dans l'arrondissement de Saumur.
Dans le zonage de 2020, elle est également composée de deux communes.
En 2022, avec 7 902 habitants, elle représente la 18e unité urbaine du département de Maine-et-Loire.
En 2022, sa densité de population s'élève à 70 hab/km2. Par sa superficie, elle représente 1,58 % du territoire départemental et, par sa population, elle regroupe 0,95 % de la population du département de Maine-et-Loire.

## Composition 2020 de l'unité urbaine
Elle est composée des deux communes suivantes :
| Nom                            | Code Insee | Département    | Statut       | Superficie (km2) | Population (dernière pop. légale) | Densité (hab./km2) | Modifier                                    |
| ------------------------------ | ---------- | -------------- | ------------ | ---------------- | --------------------------------- | ------------------ | ------------------------------------------- |
| Longué-Jumelles (ville-centre) | 49180      | Maine-et-Loire | ville-centre | 96,20            | 6 583 (2022)                      | 68                 | modifier les données · modifier les données |
| Saint-Philbert-du-Peuple       | 49311      | Maine-et-Loire | banlieue     | 16,38            | 1 319 (2022)                      | 81                 | modifier les données · modifier les données |

## Évolution démographique
L'évolution démographique ci-dessous concerne l'unité urbaine selon le périmètre défini en 2020.
| 1968  | 1975  | 1982  | 1990  | 1999  | 2010  | 2015  | 2022  |
| ----- | ----- | ----- | ----- | ----- | ----- | ----- | ----- |
| 6 734 | 7 114 | 7 833 | 7 985 | 8 045 | 8 139 | 8 113 | 7 902 |

#### Données générales
- Unité urbaine
- Aire d'attraction d'une ville
- Liste des unités urbaines de France

#### Données démographiques en rapport avec l'unité urbaine de Longué-Jumelles
- Aire d'attraction de Saumur
- Arrondissement de Saumur

#### Données démographiques en rapport avec le Maine-et-Loire
- Démographie de Maine-et-Loire